# 渡辺順子
渡辺 順子（わたなべ じゅんこ）は、1963年愛知県生まれのワインスペシャリスト、オークショニア。プレミアムワイン株式会社代表取締役。

## 人物
愛知県岡崎市出身。1990年代、アメリカのニューヨークに移住。ニューヨーク大学に通う傍ら、日系企業に勤務しファッション関連の会社を設立。シャトー・ペトリュスを飲んでワインに魅せられ、ワイン留学のため渡仏。ニューヨークに戻り、2001年より世界最大オークションハウス、ニューヨーク・クリスティーズでアジア人初のワインスペシャリストとして活躍。2009年に退社を経て帰国し、ワイン・コンサルタントとして活躍。韓国、ニューヨーク、日本で執筆活動、イベントセミナーなどでも活躍中。世界最大オークション会社「クリスティーズ」にてアジア唯一のワインスペシャリストとして活躍した経験を持つ。

## 経歴
- 1988年　ニューヨークへ渡米。
- 1993年　ニューヨーク大学、ESL修了。
- 1994年　日本航空、NY支店勤務。
- 1996年　アメリカソムリエ協会、ソムリエ認定。
- 1998年　ニューヨークの会員制レストランにてソムリエ。
- 1999年　エルメス、ニューヨーク店勤務。
- 2000年　クリスティーズ、ニューヨーク支店ワイン部門勤務。
- コルドンブルー、ワインプログラム修了。
- ボルドーワイン協会、ディプロマ修得。
- 2002年　WSET アドバンスサティフィケイト修得。
- 2009年　クリスティーズ退社、アジアでワインセミナー講師などで活躍。
- 2010年　プレミアムワイン株式会社設立、同社代表取締役就任。
- 2016年　Zachys（ザッキーズ）の日本代表に就任。

## 著書
- 『日本のロマネ・コンティはなぜ「まずい」のか』 幻冬舎ルネッサンス新書、2010年12月15日発行。
- 『世界のビジネスエリートが身につける「教養としてのワイン』　ダイヤモンド社　2018年 9月19日発行。
- 『高いワイン - 知っておくと一目おかれる 教養としての一流ワイン』　ダイヤモンド社 2019年 9月18日発行。